# Club Sportivo Luqueño
L'Sportivo Luqueño és un club de futbol de la ciutat de Luque, Paraguai. Juga de local a l'Estadi Feliciano Cáceres amb una capacitat de 27.000 espectadors.

## Història
L'Sportivo Luqueño va néixer per la fusió de tres clubs de la lliga luquenya, el Marte Atlético, el General Aquino i el Vencedor, l'1 de maig de 1921. El club guanyà dos campionats paraguaians els anys 1951 i 1953, i es proclamà campió del torneig d'obertura del 2007, però no assolí el campionat del país en ser derrotat pel campió del clausura, el Club Libertad, a la final. Ha guanyat fins en sis ocasions el subcampionat nacional.
El club és conegut com a Kuré Luque, per la cria de porcs a la ciutat per alemanys, causa del fet que la ciutat de Luque és famosa pels seus porcs (Kuré en guaraní).
Els colors del club són el groc i el blau, els mateixos de la bandera de la ciutat.

## Equip espònsor
Al pit un escut amb les inicials C.S.L. i tres estrelles daurades inclosos a finals dels anys 90, representen als tres clubs que es van fusionar per a la creació d'al club, "Mart Atlètic", "El Vencedor" i "Gral. Aquino", amb pantalons curts blaus i mitjanes blaves o grogues.

## Jugadors destacats
- Aurelio González
- Jose Parodi
- Silvio Parodi
- Dionisio Arce
- José Luis Chilavert
- Julio Cesar Romero "Romerito"
- Raúl Vicente Amarilla
- Pablo Aguilar
- Maxi Biancucchi

## Palmarès
- Lliga paraguaiana de futbol (2): 1951, 1953
  - També guanyà el campionat d'Apertura 2007
- Segona divisió paraguaiana de futbol (4): 1924, 1956, 1964, 1968